# Пашаи
Пашаите са етническа група от индоевропейски произход, населяваща Източен Афганистан и Северозападен Пакистан. В Афганистан те населяват предимно провинциите Каписа, Нангархар и Лагман.

## Произход
Произходът на пашаите е несигурен. Известни учени смятат че пашаите са обитавали равнините на Североизточен Афганистан, но след множеството нашествия намерили убежище в планините, където в изолираност съхранили своите диалекти.

## Етноним
Терминът пашаи се използва за описание на тези групи, които говорят на пашаиски език, въпреки че много малко от тях всъщност се самоопределят като пашаи.